# NGC 6745
NGC 6745 é uma galáxia espiral na direção da constelação de Lyra. O objeto foi descoberto pelo astrônomo Edouard Stephan em 1879, usando um telescópio refletor com abertura de 31,5 polegadas. Devido a sua moderada magnitude aparente (+13,9), é visível apenas com telescópios amadores ou com equipamentos superiores.